# Kuchem
Kuchem ist ein Ortsteil der nordrhein-westfälischen Gemeinde Ruppichteroth im Rhein-Sieg-Kreis in Deutschland.

## Lage
Kuchem liegt auf dem Nutscheid. An Kuchem vorbei führt die Landesstraße 86. Direkter Nachbarort ist der Weiler Berg, weiter entfernt liegen die Nachbardörfer Rose und Hänscheid.

## Geschichte
Der Ort Kuchem wurde erstmals im Jahr 1436 urkundlich erwähnt. Die damalige Schreibweise des Ortsnamens lautete Cucheim, 1515 wurde der Ort als Cochem bezeichnet. Die Endung „-hem“ weist auf einen alten Siedlungsplatz hin. Der Name Kuchem ist entweder auf die Lage der Siedlung auf einem Berg zurückzuführen oder er bedeutet „Dorf des Kurt“.

## Kapelle

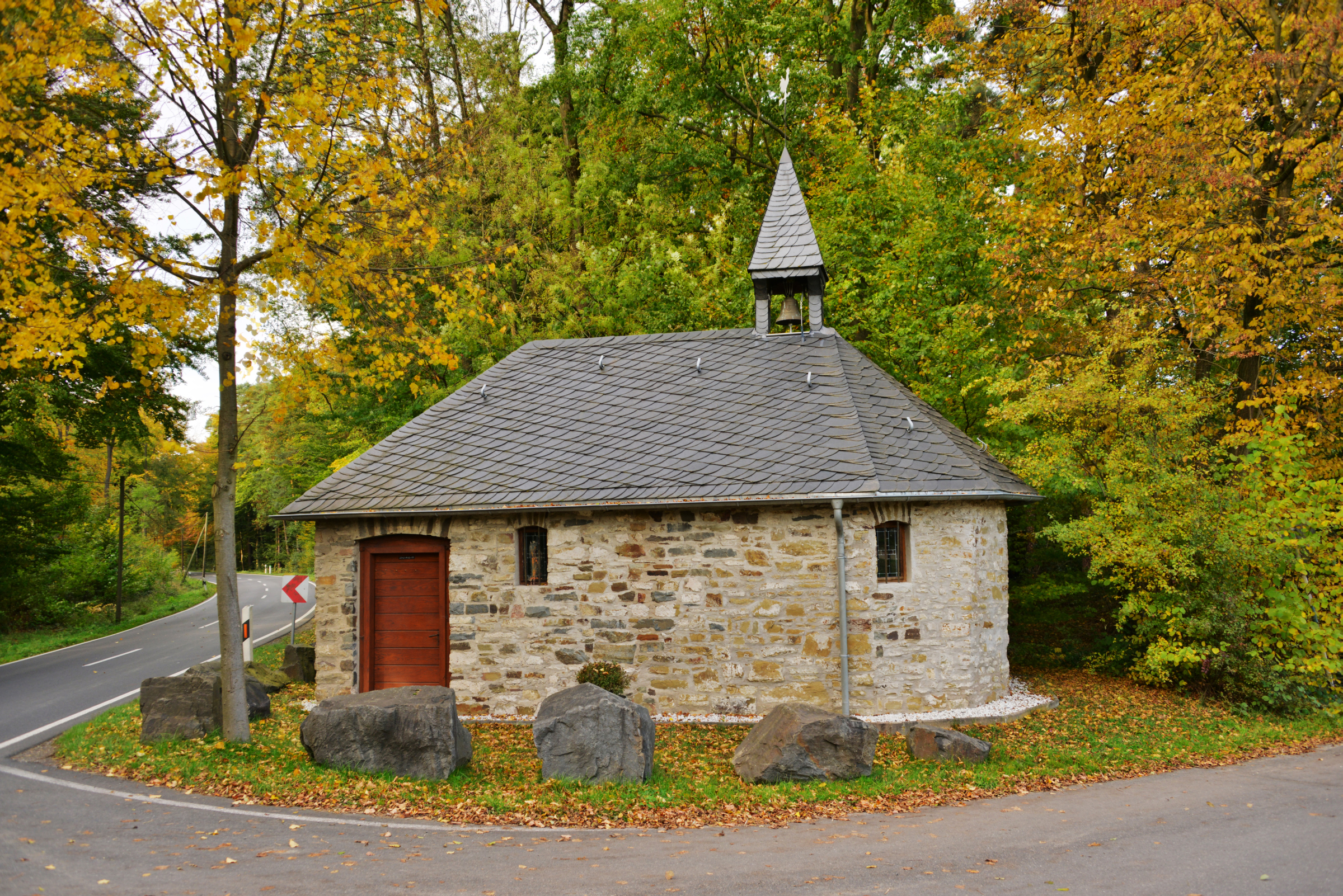
Marienkapelle

Die Marienkapelle in Kuchem soll teilweise aus dem Jahre 1254 stammen, sofern die Deutung eines Datums auf einem der Steine richtig ist. Der westliche Teil wurde 1708 als Erweiterung auf Veranlassung von Pfarrer Heinrich Beer aus Ruppichteroth angelegt. Damals wurde auch von Johannes Pitter Weynant ein Glöckchen gestiftet. Da die Kapelle nach einer langen Geraden in einer Linkskurve liegt, fuhren in der Vergangenheit öfter Kraftfahrzeuge gegen die Südmauer und beschädigten die Kapelle nicht unerheblich.

## Einwohner
1809 hatte der Ort 31 katholische Einwohner.
Für Anfang des 20. Jahrhunderts sind vier Haushalte in Kuchem verzeichnet, nämlich Wirt Jakob Quast, der Hausierer Bertram Hausmann, Ackerer und Kaufmann Franz Josef Stommel sowie Anstreicher Peter Walterscheid.